# 马迪凯里
马迪凯里（Madikeri），是印度卡纳塔克邦Kodagu县的一个城镇。总人口32286（2001年）。

## 人口
该地2001年总人口32286人，其中男性16356人，女性15930人；0—6岁人口3547人，其中男1799人，女1748人；识字率81.01%，其中男性为83.33%，女性为78.64%。